# Hanna Rahmé
Hanna Rahmé OLM (ur. 18 lipca 1960 w Ajnata) – libański duchowny maronicki, od 2015 biskup Baalbek-Dajr al-Ahmar.

## Życiorys
Święcenia kapłańskie przyjął 29 lipca 1990 w Zakonie Libańskich Maronitów. Po święceniach i studiach w Paryżu został wykładowcą uniwersytetu w Kaslik. W latach 1999–2015 był także protosyncelem eparchii Baalbek-Dajr al-Ahmar.
20 czerwca 2015 papież Franciszek zatwierdził jego wybór na eparchę Baalbek-Dajr al-Ahmar. Sakry udzielił mu Béchara Boutros Raï.